# Проблема Воринга
Проблема Воринга  — запропонована у 1770 році Едвардом Ворингом проблема теорії чисел, що запитує чи для кожного натурального числа k існує пов'язане додатне ціле число s таке, що кожне натуральне число є сумою не більше, ніж s k-тих степенів натуральних чисел (наприклад, кожне число є сумою не більше 4 квадратів, або 9 кубів, або 19 четвертих степенів і т.д.). Ствердну відповідь, відому як теорема Гільберта — Воринга, довів Гільберт у 1909 році. Проблема Воринга має свою власну MSC-класифікацію, 11P05, "Проблема Воринга та варіанти".

## Числоg(k)
Для кожного k, позначимо через g(k) мінімальне число k-тих степенів, необхідних для подання всіх цілих чисел. Очевидно, що g(1) = 1. Прості міркування показують, що 7 вимагає 4 квадрати, 23 вимагає 9 кубів, і 79 вимагає 19 четвертих степенів; ці приклади показують, що g(2) ≥ 4, g(3) ≥ 9, а g(4) ≥ 19. Воринга припустив, що ці значення були дійсно найкращі з можливих.
У 1770 році Лагранж довів теорему про чотири квадрати згідно з якою, кожне натуральне число є сумою не більше чотирьох квадратів, а, оскільки, трьох квадратів не вистачає, ця теорема встановила, що g(2) = 4. Таку гіпотезу висловлював ще в 1621 році Клодом Баше (Claude Gaspard Bachet de Méziriac); Ферма стверджував, що знає доведення, але не опублікував його.
Протягом багатьох років, використовують все більш витончені й складні методи доведення, були встановлені різні оцінки. Наприклад, Ліувілль показав, що g(4) не перевищує 53. Гарді та Літлвуд показали, що досить великі числа є сумою не більше 19  четвертих степенів.
Те, що g(3) = 9 було встановлено між 1909 та 1912 роками Віферихом та Кемпнером (A. J. Kempner), у 1986 році Баласубраманян (Ramachandran Balasubramanian), Дресс (F. Dress) та J.-M. Deshouillers показали, що g(4) = 19
Ейлер припустив, що, позначаючи через [x] і {x} цілу та дробової частини x відповідно, g(k) = 2k + [(3/2)k] − 2.. Пізніші роботи  Діксона (Leonard Eugene Dickson), Нівена та інших уточнили цю ідею.

## ЧислоG(k)
| Границі          |
| ---------------- |
| 4 ≤ G(2) ≤ 4     |
| 4 ≤ G(3) ≤ 7     |
| 16 ≤ G(4) ≤ 16   |
| 6 ≤ G(5) ≤ 17    |
| 9 ≤ G(6) ≤ 21    |
| 8 ≤ G(7) ≤ 33    |
| 32 ≤ G(8) ≤ 42   |
| 13 ≤ G(9) ≤ 50   |
| 12 ≤ G(10) ≤ 59  |
| 12 ≤ G(11) ≤ 67  |
| 16 ≤ G(12) ≤ 76  |
| 14 ≤ G(13) ≤ 84  |
| 15 ≤ G(14) ≤ 92  |
| 16 ≤ G(15) ≤ 100 |
| 64 ≤ G(16) ≤ 109 |
| 18 ≤ G(17) ≤ 117 |
| 27 ≤ G(18) ≤ 125 |
| 20 ≤ G(19) ≤ 134 |
| 25 ≤ G(20) ≤ 142 |

Починаючи з робіт Гарді та Літлвуда, більша увага ніж g(k) приділяється числу G(k), яке визначається як найменше число s таке, що кожне достатньо велике ціле (тобто кожне ціле число, більше деякої константи) може бути представлено у вигляді суми не більше ніж s k-тих степенів додатних цілих. Очевидно, що G(k) ≤ g(k). Оскільки квадрати цілих чисел конгруентні 0,1 або 4 за модулем 8, то жодне число x ≡ 7 (mod 8) не може бути представлене сумою менш ніж чотирьох квадратів, тобто, G(2)=4.
У 1939 році Девенпорт (Harold Davenport) показав, що G(4)=16. Для інших k значення G(k) є невідоме, але встановлені нижня та верхні границі: